# الناطف (ذي السفال)

تعديل مصدري - تعديل

الناطف محلة تابعة لقرية بيت عقيل، التابعة لعزلة رعاش بمديرية ذي السفال إحدى مديريات محافظة إب في الجمهورية اليمنية، بلغ تعداد سكانها 51 حسب تعداد اليمن لعام 2004.